# Utódok 2.
Az Utódok 2. (eredeti cím: Descendants 2) 2017-ben bemutatott egész estés amerikai televíziós fantasy film, amelyet Kenny Ortega rendezett. A főbb szerepekben Dove Cameron, Cameron Boyce, Sofia Carson, Booboo Stewart és China Anne McClain látható.
Az Utódok című film folytatásaként debütált a Disney Channelen 2017. július 21-én. Magyarországon 2017. szeptember 9-én mutatta be a Disney Csatorna, majd 2019-ben a Duna TV.

## Cselekmény
Amikor Mal számára a királyi kényelem és a nagy bálra való készülődés kezd túl sok lenni, kétségbe esve elhagyja Auradont, és visszatér az Elveszettek szigetére, ahol Mal Auradonban tartózkodása alatt Ursula lánya, Uma vette át az uralmat a sziget önjelölt királynőjeként. Uma szervezett maga köré egy kalózokból álló bandát, amit olyanok alkotnak, mint Gaston (A Szépség és a Szörnyeteg) fia, Gil, és Hook kapitány (Pán Péter) fia, Harry. Amint Ben, Evie, Jay és Carlos észreveszik, hogy Mal elment, rögtön utánamennek, ám Bent Harry Hook elrabolja, a feltétel pedig Tündérkeresztanya varázspálcája. Az Utódok némi tanakodás után a 3D nyomtató segítségével egy másolatot készítenek a pálcáról. Odaadják Umának, aki először elhiszi, hogy az igazit kapta, ám rájön az igazságra, és óriási kardos harc kezdődik. A jó végül győz, és eljön a nagy bál. Uma megbűvöli Bent, hogy beleszeressen, de Mal rájön és átváltozik sárkánnyá, Uma pedig elszökik.

## Szereplők
| Szereplő | Színész                | Magyar hang          | Mese                     | Mesebeli szülő             |
| --- | ---------------------- | -------------------- | ------------------------ | -------------------------- |
| Mal | Dove Cameron           | Bogdányi Titanilla   | Csipkerózsika            | Demóna                     |
| Carlos | Cameron Boyce          | Bogdán Gergő         | 101 kiskutya             | Szörnyella de Frász        |
| Jay | Booboo Stewart         | Baráth István        | Aladdin                  | Jafar                      |
| Evie | Sofia Carson           | Kardos Eszter        | Hófehérke és a hét törpe | Boszorka                   |
| Uma | China Anne McClain     | Csifó Dorina         | A kis hableány           | Ursula                     |
| Ben herceg | Mitchell Hope          | Czető Roland         | Szépség és a Szörnyeteg  | Belle és Szörnyeteg        |
| Harry Hook | Thomas Doherty         | Ágoston Péter        | Pán Péter                | James Hook kapitány        |
| Jane | Brenna D'Amico         | Laudon Andrea        | Hamupipőke               | Tündérkeresztanya          |
| Doug | Zachary Gibson         | Márkus Sándor        | Hófehérke és a hét törpe | Kuka                       |
| Chad | Jedidiah Goodacre      | Szatory Dávid        | Hamupipőke               | Hamupipőke és Szőke herceg |
| Lonnie | Dianne Doan            | Lamboni Anna         | Mulan                    | Mulan és Shang             |
| Gil | Dylan Playfair         | Figeczky Bence       | Szépség és a szörnyeteg  | Gaston                     |
| Szörnyeteg király | Dan Payne              | Szabó Sipos Barnabás | Szépség és a Szörnyeteg  | -                          |
| Belle | Keegan Connor Tracy    | Hámori Eszter        | Szépség és a Szörnyeteg  | -                          |
| Dizzy | Anna Cathcart          | Pál Zsófia           | Hamupipőke               | Drizella                   |
| Tündérkeresztanya | Melanie Paxson         | Sallai Nóra          | Hamupipőke               | -                          |
| Ursula | Whoopi Goldberg (hang) | Halász Aranka        | A kis hableány           | -                          |
| Haver | Bobby Moynihan (hang)  | Szokol Péter         | -                        | -                          |
| További magyar hangok |                        |                      |                          |                            |
| Rátonyi Hajni (nagyi), Rosta Sándor (Lumiere), Mezei Kitty, Szentirmai Zsolt, Hám Bertalan, Oroszi Tamás, Erdős Borcsa, Szabó Andor, Illésy Éva, Pintér Mónika, Sági Tímea, Galiotti Barbara, Juhász Zoltán, Sörös Miklós, Bessenyei Emma, Laurinyecz Réka, Szűcs Péter Pál, Molnár Judit, Fekete Réka-Thália, Vági Viktória, Fehérváry Márton |                        |                      |                          |                            |

## Filmzene
Az Utódok 2. filmzenéje 2017. július 21-én jelent meg, a Walt Disney Records forgalmazásában. A dalokat a film szereplőgárdája adja elő.

### Számlista[11]
| 1.    | Ways to be Wicked      | Charity Daw Josh Edmondson Sam Hollander Grant Michaels | Cameron Boyce Dove Cameron Sofia Carson Booboo Stewart                                                           | 3:38 |
| 2.    | What's My Name         | Antonina Armato Tim James Adam Schmalholz Tom Sturges   | Thomas Doherty China McClain Dylan Playfair                                                                      | 3:11 |
| 3.    | Chillin' Like Villain  | Antonina Armato Tim James Adam Schmalholz Tom Sturges   | Cameron Boyce Sofia Carson Mitchell Hope Booboo Stewart                                                          | 3:14 |
| 4.    | Space Between          | Stephen Mark Conley Andy Dodd Shayna Mordue Tyler Shamy | Dove Cameron Sofia Carson                                                                                        | 3:26 |
| 5.    | It’s Goin’ Down        | Antonina Armato Tim James Adam Schmalholz Tom Sturges   | Cameron Boyce Dove Cameron Sofia Carson Thomas Doherty Mitchell Hope China McClain Dylan Playfair Booboo Stewart | 4:12 |
| 6.    | You and Me             | Mitch Allan Nikki Leonti                                | Cameron Boyce Dove Cameron Sofia Carson Mitchell Hope Jeff Lewis Booboo Stewart                                  | 3:32 |
| 7.    | Kiss the Girl          | Howard Ashman Alan Menken                               | Cameron Boyce Dove Cameron Sofia Carson Thomas Doherty China McClain Booboo Stewart                              | 2:44 |
| 8.    | Poor Unfortunate Souls | Alan Menken                                             | China McClain | 2:44 |
| 9.    | Better Together        | Hannah Jones Jack Kugell Matt Wong                      | Dove Cameron Sofia Carson                                                                                        | 2:45 |
| 10.   | Evil                   | Dan Book Shelly Peiken                                  | Dove Cameron | 2:54 |
| 11.   | Rather Be With You     | Aris Archontis Jeannie Lurie Chen Neeman                | Dove Cameron Sofia Carson                                                                                        | 2:14 |
| 34:30 |                        |                                                         | |      |

## Bemutató más országokban
| Cím                 | Ország             | Bemutató            |
| ------------------- | ------------------ | ------------------- |
| Descendants 2       | USA                | 2017. július 21.    |
| N/A                 | Ausztrália         | 2017. július 28.    |
| Descendants 2       | Németország        | 2017. szeptember 3. |
| Los descendientes 2 | Spanyolország      | 2017. október 7.    |
| N/A                 | Dánia              | 2017. október 13.   |
| N/A                 | Észtország         | 2017. október 13.   |
| N/A                 | Finnország         | 2017. október 13.   |
| N/A                 | Norvégia           | 2017. október 13.   |
| N/A                 | Svédország         | 2017. október 13.   |
| N/A                 | Franciaország      | 2017. október 17.   |
| N/A                 | Egyesült Királyság | 2017. október 20.   |

## Fogadtatás
Az előző részhez hasonlóan az Utódok 2. is nagy részben jó kritikákat kapott az értékelő weboldalakon: a Rotten Tomatoes oldalán 73 százalékon áll, ami 651 véleményen alapul. Az Internet Movie Database weboldal 8448 felhasználója 6,5 pontot adott a filmnek.